# Yves Pedrosa
Pour les articles homonymes, voir Pedrosa.
Pas d'image ? Cliquez ici

a Compétitions nationales et continentales officielles uniquement.

Yves Pedrosa, né le 16 avril 1975 à Soues, est un joueur français de rugby à XV qui évolue au poste de talonneur. Formé au Stadoceste tarbais, il évolue la majorité de sa carrière au sein de l'US Dax.

## Biographie
Natif de Soues, il débute à l'école de rugby du Stadoceste tarbais, suivant les pas de son frère, Laurent Pedrosa, également talonneur.
En 1999, il quitte l'équipe première du Stadoceste, en proie à des difficultés financières, et rejoint l'AS Montferrand. Avec le club auvergnat, il dispute deux finales en 2001, s'inclinant en championnat de France et en Coupe de la Ligue.
Après trois saisons, il s'engage avec le CA Brive. Après une première saison en Pro D2, il participe à la remontée du club en Top 16. 
En 2004, il rejoint l'US Dax. Au sein du club landais, il participe à nouveau à l'élite du rugby français pendant deux saisons. Après avoir prolongé son contrat à plusieurs reprises, entre autres en 2009 et 2010 pour une saison à chaque reprise,, il met un terme à sa carrière en 2012 après 8 saisons au centre de la première ligne dacquoise.

## Palmarès
Avec l'AS Montferrand
- Championnat de France de première division :
  - Vice-champion (1) : 2001
- Coupe de la ligue :
  - Vainqueur (1) : 2001

Avec l'US Dax
- Championnat de France de rugby à XV de 2e division
  - Vice-champion (1) : 2007
  - Finaliste (1) : 2006